# Larry Wilcox
Larry Wilcox (San Diego, 8 agosto 1947) è un attore statunitense, noto per il ruolo dell'agente Jonathan "Jon" Baker in CHiPs, serie televisiva americana sulla California Highway Patrol, la polizia stradale della California.

## Biografia
Larry Dee Wilcox è nato l'8 agosto 1947 a San Diego, California.
I suoi genitori divorziarono quando era ancora un bambino e si trasferì a Rawlins, la sede del Carbon County in Wyoming meridionale, ed è stato cresciuto nel ranch di suo nonno.
Suo padre, un barista, morì in età precoce e la madre Wilcox lavorò come segretaria per sostenere i suoi quattro figli.
Dopo la laurea nella High School Larry si recò a Los Angeles dove svolse lavori saltuari, continuando gli studi di pianoforte e recitazione.
Nel 1967 entrò a far parte del Corpo dei Marines e passò tredici mesi in Vietnam come artigliere. Raggiunto il grado di sergente, venne congedato nel 1970.
Tornato a Los Angeles, riprese le lezioni di recitazione.
Dopo un breve periodo in cui fece un tentativo nei pre-corsi di odontoiatria in una scuola locale (Cal State Northridge) Larry Wilcox apparve in alcuni spot televisivi per vari prodotti commerciali.
Nel 1972 prende parte come Dale Mitchell in un remake della popolare serie Lassie. La partecipazione dura 2 anni e Larry appare anche in altre serie televisive, come in M*A*S*H e in film fino a quando, nel 1977, interpreta Jon Baker in CHiPs.

### Vita privata
Wilcox si sposa con la sua prima moglie, Judy Vagner, il 29 marzo 1969 e da essa divorzia nel 1978. Wilcox e la Vagner hanno avuto due figli: Derek, il maggiore, è nato nel 1970 ed è apparso in due episodi di CHiPs.
Il secondo matrimonio è stato con Hannie Strasser, l'11 aprile 1980. Wilcox e Strasser hanno avuto una figlia: Wendy, nata nel 1982.
Dopo il divorzio il 22 aprile 1986, Wilcox sposa la sua terza moglie, Marlene Harmon Wilcox, un membro dell'Olympic Eptathlon Team del 1980. I loro due figli sono Chad, nato nel 1993 e Ryan, nato nel 1995. Dal 2009, Larry Wilcox vive in un ranch nella San Fernando Valley.

### Lavoro attuale
Wilcox diviene presidente e amministratore delegato di The Hub UC Group, Inc, una società pubblica per la Pink-OTCBB con il simbolo (UCHB.PK), che ha in fase di avvio il progetto Montana Mine, per l'estrazioni di zaffiri e oro. L'azienda agisce inoltre nella produzione dei pozzi petroliferi in Illinois. Nel gennaio 2011, tuttavia, LAist.com (Los Angeles News) pubblica la notizia della condanna da parte della Corte Federale USA della Società di Wilcox, in seguito dichiarata fallita a fine 2010, per vendite allo scoperto con intenti fraudolenti sul mercato azionario USA e lo condanna. La condanna, tuttavia, tenendo conto del sincero pentimento da parte dello stesso Wilcox, fu mitigata in tre anni di libertà condizionata e 500 ore di servizi sociali.

### CHiPs

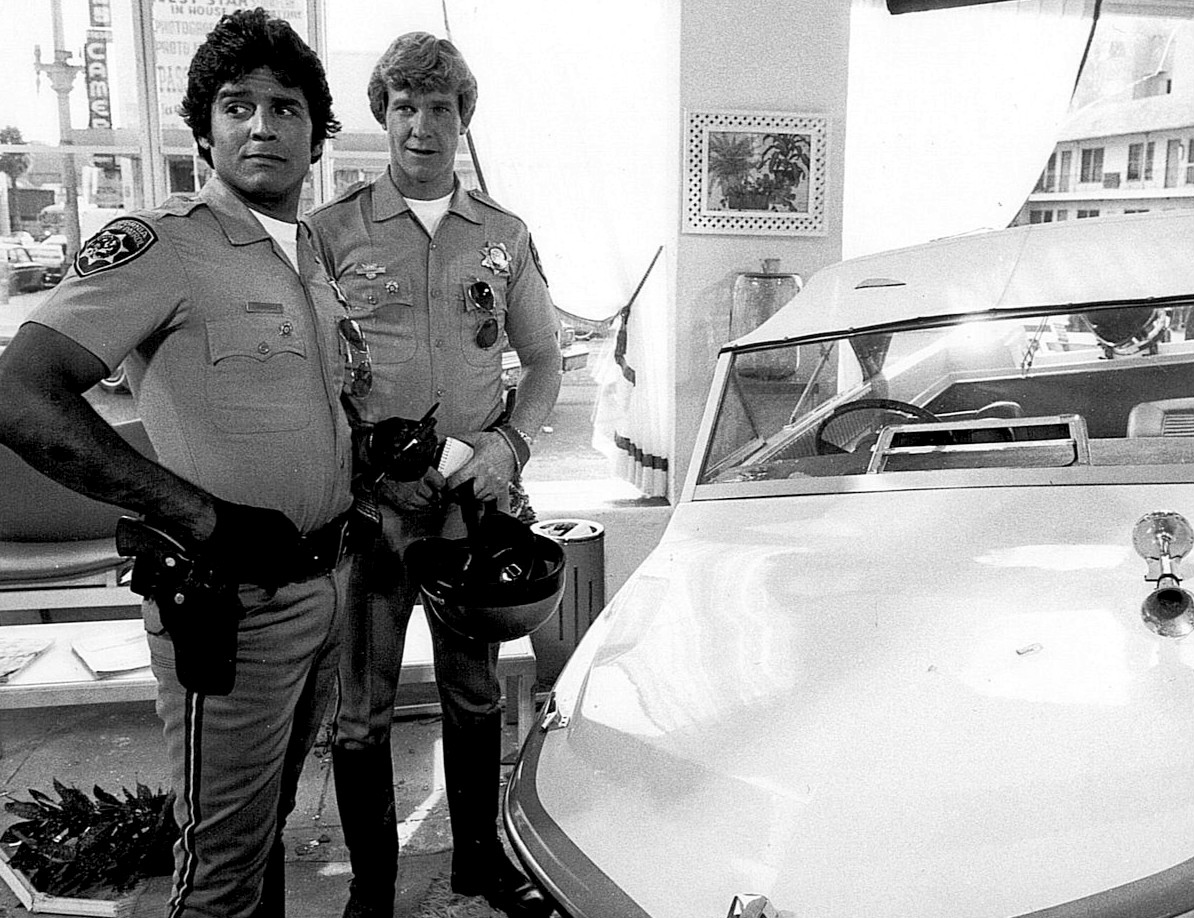
Erik Estrada e Larry Wilcox in CHiPs (1977)

Wilcox è un esperto cavallerizzo, pilota di auto da corsa e sciatore. Molte di queste capacità le sfruttò nel telefilm. A differenza del co-protagonista, Erik Estrada (Francis (Frank) "Ponch" Poncherello), non subì mai lesioni gravi. 
Nella tarda stagione 1978-79 tra i due si era creato un motivo di attrito, alleggeritosi dopo l'infortunio accaduto a Estrada, all'inizio della stagione 1979-80. 
A quanto pare l'incidente non era comunque stato sufficiente a farli riappacificare, Estrada non era stato invitato alle nozze del partner nel 1980. Wilcox ammette che lui ed Estrada non sono mai stati grandi amici. Dichiarò chiaramente: "Siamo due persone completamente diverse."
Nel 1998, reinterpreta Jonathan A. Baker nel film TV CHiPs '99, insieme al resto del cast originale.

### Dopo CHiPs
Nel 1982 Wilcox abbandonò la fortunata serie televisiva per dedicarsi ad altri progetti, formando la sua compagnia di produzione: la Wilcox Productions pur continuando con la recitazione e alla regia. 
Appare in un cameo come "Officer Jon Baker" nell'episodio di Natale del 2009 della serie televisiva 30 Rock.
Si è riunito, brevemente, sullo schermo con Estrada in uno show, e quindi di nuovo nel 1998 nel film, CHiPs 99. Wilcox è rimasto in contatto con Erik Estrada e si sentono un paio di volte l'anno.

### Carriera cinematografica
Wilcox è stato produttore esecutivo di un film-tv con protagonista Jamie Lee Curtis.

## Filmografia parziale

### Cinema
- Gli ultimi giganti (The Last Hard Men), regia di Andrew V. McLaglen (1976)
- Palle in canna (Loaded Weapon 1), regia di Gene Quintano (1993) - cameo
- Wish Man, regia di Theo Davies (2019)

### Televisione
- Lassie – serie TV, 24 episodi (1971-1973)
- Concorso per miss America (The Great American Beauty Contest) – film TV, regia di Robert Day (1973)
- Una ragazza molto brutta (The Girl Most Likely To...) – film TV, regia di Lee Philips (1973)
- Le strade di San Francisco (The Streets of San Francisco) – serie TV, episodi 2x12-4x23 (1973-1976)
- CHiPs – serie TV, 116 episodi (1977-1982)
- Trail of Danger (The Wonderful World of Disney) – serie TV, 2 episodi (1978)
- La banda Dalton (The Last Ride of the Dalton Gang) – film TV (1979)
- Deadly Lessons - film TV, regia di William Wiard (1983)
- Hardcastle & McCormick (Hardcastle and McCormick) – serie TV, episodio 2x01 (1984)
- Quella sporca dozzina II (The Dirty Dozen: Next Mission), regia di Andrew V. McLaglen – film TV (1985)
- La signora in giallo (Murder, She Wrote) – serie TV, 4 episodi (1986-1992)
- Perry Mason - serie tv, episodio "Un fotogramma dal cielo" (1988)

## Doppiatori italiani
Nelle versioni in italiano delle opere in cui ha recitato, Larry Wilcox è stato doppiato da:
- Massimo Rossi in CHiPs, La signora in giallo (ep. 7x17, 9x09)
- Alessio Cigliano in Lassie
- Roberto Del Giudice in Le nuove avventure di Lassie
- Sergio Di Giulio in CHiPs '99
- Luca Ward in La signora in giallo (ep. 2x15)
- Saverio Moriones in La signora in giallo (ep. 4x20)